# Сфекеру
Сфекеру (рум. Sfăcăru) — село у повіті Прахова в Румунії. Входить до складу комуни Поденій-Ной.
Село розташоване на відстані 74 км на північ від Бухареста, 21 км на північний схід від Плоєшті, 74 км на південний схід від Брашова.

## Населення
За даними перепису населення 2002 року у селі проживали 402 особи, усі — румуни. Усі жителі села рідною мовою назвали румунську.